# Синапное
Сина́пное (до 1945 года Улу́-Сала́, до 1962 года Зелёное; укр. Синапне, крымскотат. Ulu Sala, Улу Сала) — село в Верхореченском сельском поселении Бахчисарайского района Республики Крым (согласно административно-территориальному делению Украины — Верхореченский сельский совет Автономной Республики Крым). В 132 дворах на площади 55,2 гектара, по данным сельсовета на 2009 год, числилось 297 жителей.

## История
Историческое название села Улу-Сала, переводимое обычно как Большая Сала, причём слово «сала» необъяснимо ни на одном из известных языков. Исследователи склонны считать подобные топонимы оставшимися от аланского языка, бытовавшего в Крыму с IV до XI века, поскольку историками принято, что этот регион населяли потомки алан, смешавшихся с коренным населением. Видимо и возникновение села можно отнести к этому периоду. В доступных источниках Улу-Сала впервые упоминается в Джизйе дефтер Лива-и Кефе (налоговая перепись с неисламского населения османских владений в Крыму — Лива-и Кефе) 1634/1635 года (1044 год хиджры), согласно которой в селение, находящееся на землях хана, из османского Сурена переселилась одна семья (в ведомости — двор) христиан. Также встречается в джизйе дефтер 1652 года, где в селении Улу Сала поимённо преречисленны шестеро османских налогоплательщиков-греков. Существует версия, что до 1778 года селение было населено преимущественно греками, свидетельством чему являются значительное по площади и количеству погребений кладбище Урум-мезарлык (греческое кладбище), или Бастан-Тепе (оно располагалось за селением, левей дороги в Коуш, в урочище Чингине-малины — Цыганская слободка), с развалинами храма с полукруглой апсидой (размеры фундамента 9,6 на 3,25 м), впервые описанные Петром Кеппеном в 1837 году. На кладбище было зафиксировано свыше 200 могил с различными надгробьями, на одном из которых читалась надпись «Упокоился раб божий Фёдор чтец. Лета 7065» (1577 год). Арсений Маркевич упоминал я «остатки трёх храмов с кладбищами при них», имеется свидетельство А. Л. Бертье-Делагарда о развалинах церкви и надгробной плите «с остатками креста и букв».
После русско-турецкой войны 1768—1774 годов русское правительство осуществило в 1778 году переселение в Приазовье крымских христиан, в основном это были греки (румеи и урумы) и армяне. Выходцы из крымских сёл Ашага-Керменчик, Шурю, Албат, Бия-Сала, Улу-Сала — всего 195 семей (971 чел.) — основали в 1779 году село Старый Керменчик (ныне Старомлиновка Донецкой области Украины). Часть переселенцев, не желая покидать родные места, принимали ислам, видимо, с этим связано отсутствие Улу-Салы в Ведомости о выведенных из Крыма в Приазовье христианах А. В. Суворова, но есть упоминание деревни в Ведомости митрополита Игнатия (По ведомости генерал-поручика О. А. Игельстрома от 14 декабря 1783 года 2 оставшихся после выхода христиан дома были разорены, также имелась разрушенная церковь. В ведомости «при бывшем Шагин Герее хане сочиненная на татарском языке о вышедших християн из разных деревень и об оставшихся их имениях в точном ведении его Шагин Герея» содержится список 4 жителей деревни Олу Сала, у которых 1 дом, якобы, продан, а у некоего Парачувы жилище не числилось вообще. Из имущества и земельных владений — у всех числятся луга, у двоих грушевые сады и у двоих пашни. В составе Крымского ханства деревня Улусала входила в состав Муфтия Апралык кадылыка Бахчисарайского каймаканства, о чём записано в Камеральном Описании Крыма 1784 года.

### В составе России
После присоединения Крыма к России (8) 19 апреля 1783 года, (8) 19 февраля 1784 года, именным указом Екатерины II сенату, на территории бывшего Крымского Ханства была образована Таврическая область и деревня была приписана к Симферопольскому уезду. Перед Русско-турецкой войной 1787—1791 годов производилось выселение крымских татар из прибрежных селений во внутренние районы полуострова, в ходе которого в Улусала было переселено 25 человек. В конце войны, 14 августа 1791 года всем было разрешено вернуться на место прежнего жительства. После Павловских реформ, с 12 декабря 1796 года по 1802 год, входила в Акмечетский уезд Новороссийской губернии. По новому административному делению, после создания 8 (20) октября 1802 года Таврической губернии, Улу-Сала был включён в состав Алуштинской волости Симферопольского уезда.

В Ведомости о всех селениях в Симферопольском уезде состоящих с показанием в которой волости сколько числом дворов и душ… от 9 октября 1805 года, в Улусале записано 32 двора в которых числилось 129 крымских татар и 152 крымских цыгана (всего 271 житель). На военно-топографической карте генерал-майора Мухина 1817 года в деревне обозначено 20 дворов. После реформы волостного деления 1829 года деревню, согласно «Ведомости о казённых волостях Таврической губернии 1829 года», передали в состав Узенбашской волости (переименованной из Махульдурской). Шарль Монтандон в своём «Путеводителе путешественника по Крыму, украшенный картами, планами, видами и виньетами…» 1833 года писал про Улу-Сала 
Деревня, состоящая из 50 домов, построенных у подножия нескольких возвышенностей, имеет прекрасные фруктовые сады. Жители… очень гостеприимны и, кажется, живут в достатке, хотя и не заметно, чтобы какой-нибудь промысел был развит у них более, чем в других местах.
Именным указом Николая I от 23 марта (по старому стилю) 1838 года, 15 апреля был образован новый Ялтинский уезд, в котором была образована Богатырская волость в состав которой включили Улу-Салу. На карте 1836 года в деревне 40 дворов, как и на карте 1842 года. Во время Крымской войны, после оставления Севастополя в августе 1855 года, в русле действий по предотвращению проникновения войск противника во внутренние районы Крыма, в селении была выставлена казачья застава.
В 1860-х годах, после земской реформы Александра II, деревня осталась в составе преобразованной Богатырской волости. Согласно «Списку населённых мест Таврической губернии по сведениям 1864 года», в Улу-Сала при реке Каче было 2 мечети, 54 двора в которых проживало 216 «казённых» татар (на трёхверстовой карте 1865—1876 года обозначено 32 двора). На 1886 год в деревне Улжана, согласно справочнику «Волости и важнѣйшія селенія Европейской Россіи», проживало 308 человек в 55 домохозяйствах, действовали мечеть, школа, лавка и бузня. В «Памятной книге Таврической губернии 1889 года», составленной по результатам Х ревизии 1887 года, в Улу-Сала записано 433 жителя в 94 дворах, а на карте 1890 года дворов обозначено 79, уточнено, что все жители — крымские татары.
После земской реформы 1890-х годов деревня осталась в составе Богатырской волости. Согласно «…Памятной книжке Таврической губернии на 1892 год», в деревне Улусала, входившей в Стильское сельское общество, было 295 жителей в 59 домохозяйствах, владевших 132 десятинами и 1234 кв. саженями собственной земли. Также, совместно с деревней Авджикой, жители имели в общем владении ещё 3049 десятин. По проведённой в 1897 году Всероссийской переписи в Улусале числилось 509 жителей, из них 480 мусульман. По «…Памятной книжке Таврической губернии на 1902 год» в деревне числилось 474 жителя в 62 дворах, владевших 135 десятинами в личном владении отдельно каждого домохозяина под фруктовым садом, сенокосами и пашнями.
Судя по документам о строительстве нового здания мектеба в 1911 году, в деревне и до этого действовала начальная мусульманская школа. На 1914 год в селении действовала земская школа. По Статистическому справочнику Таврической губернии. Ч.II-я. Статистический очерк, выпуск восьмой Ялтинский уезд, 1915 год, в селе Улу-Сала Богатырской волости Ялтинского уезда, числилось 100 дворов с татарским населением в количестве 631 человек приписных жителей и 11 — «посторонних». Во владении было 3267 десятин земли, с землёй были 86 дворов и 14 безземельных. В хозяйствах имелось 38 лошадей, 20 волов, 50 коров, 70 телят и жеребят и 150 голов мелкого скота.

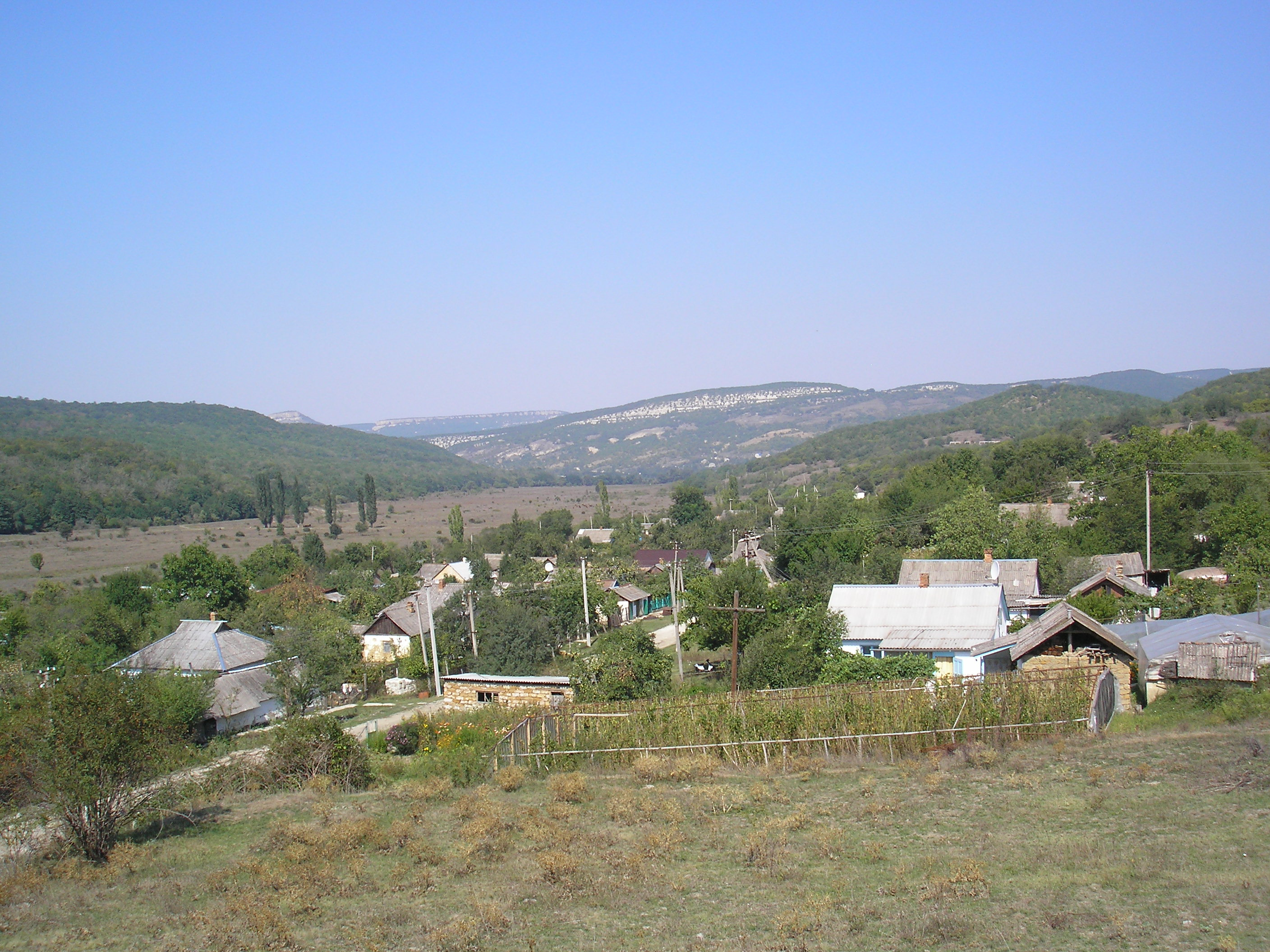
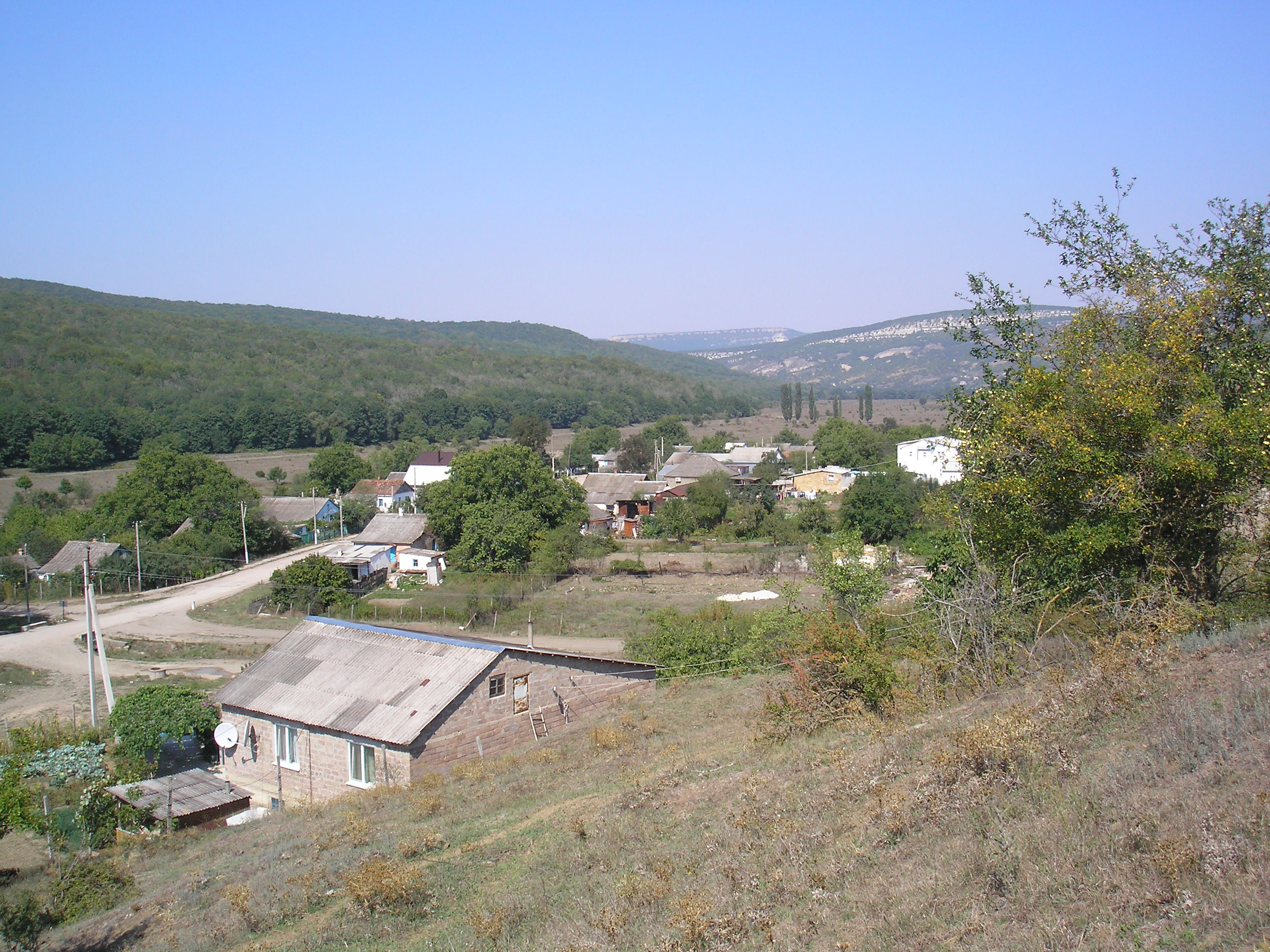
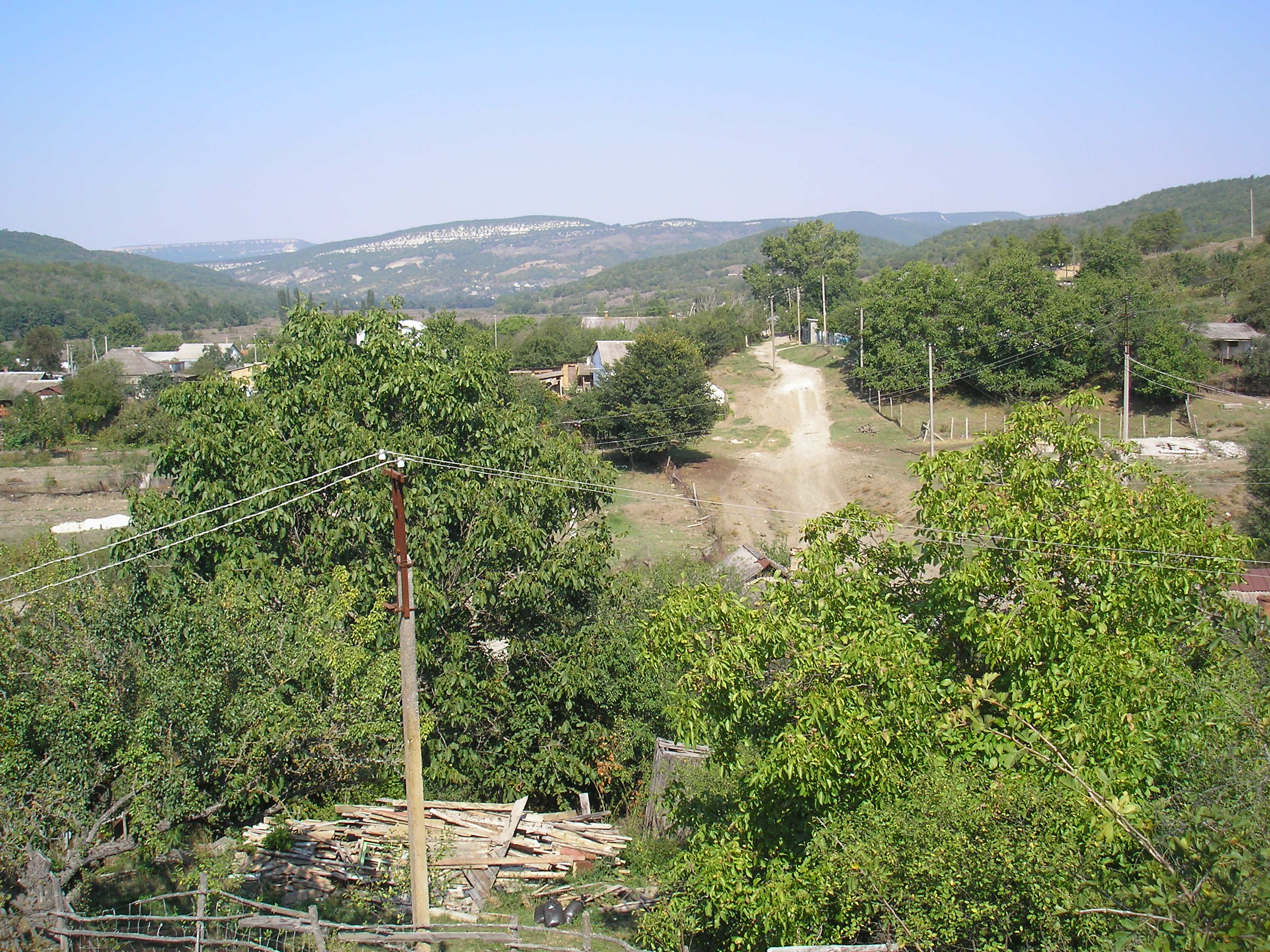
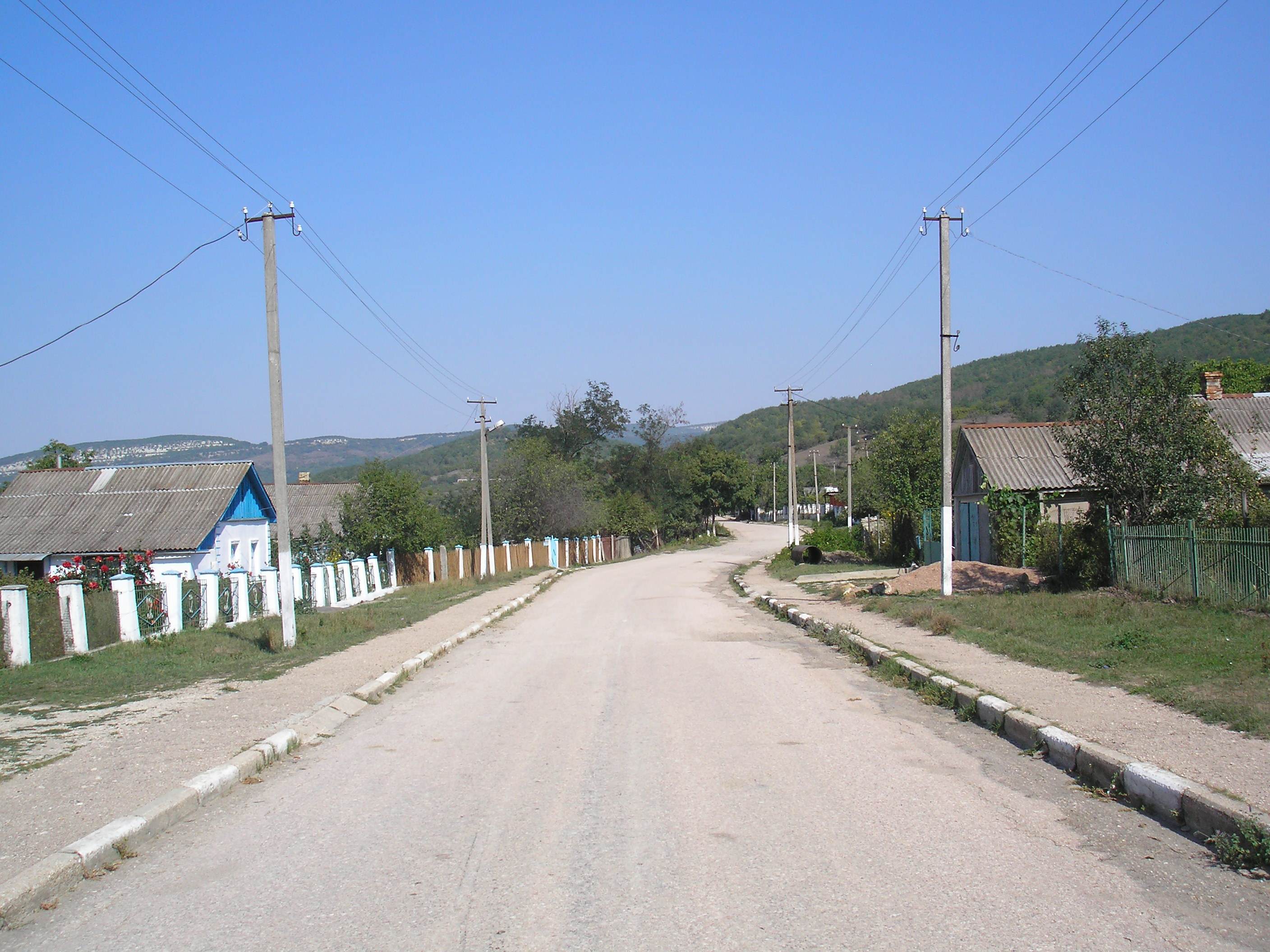
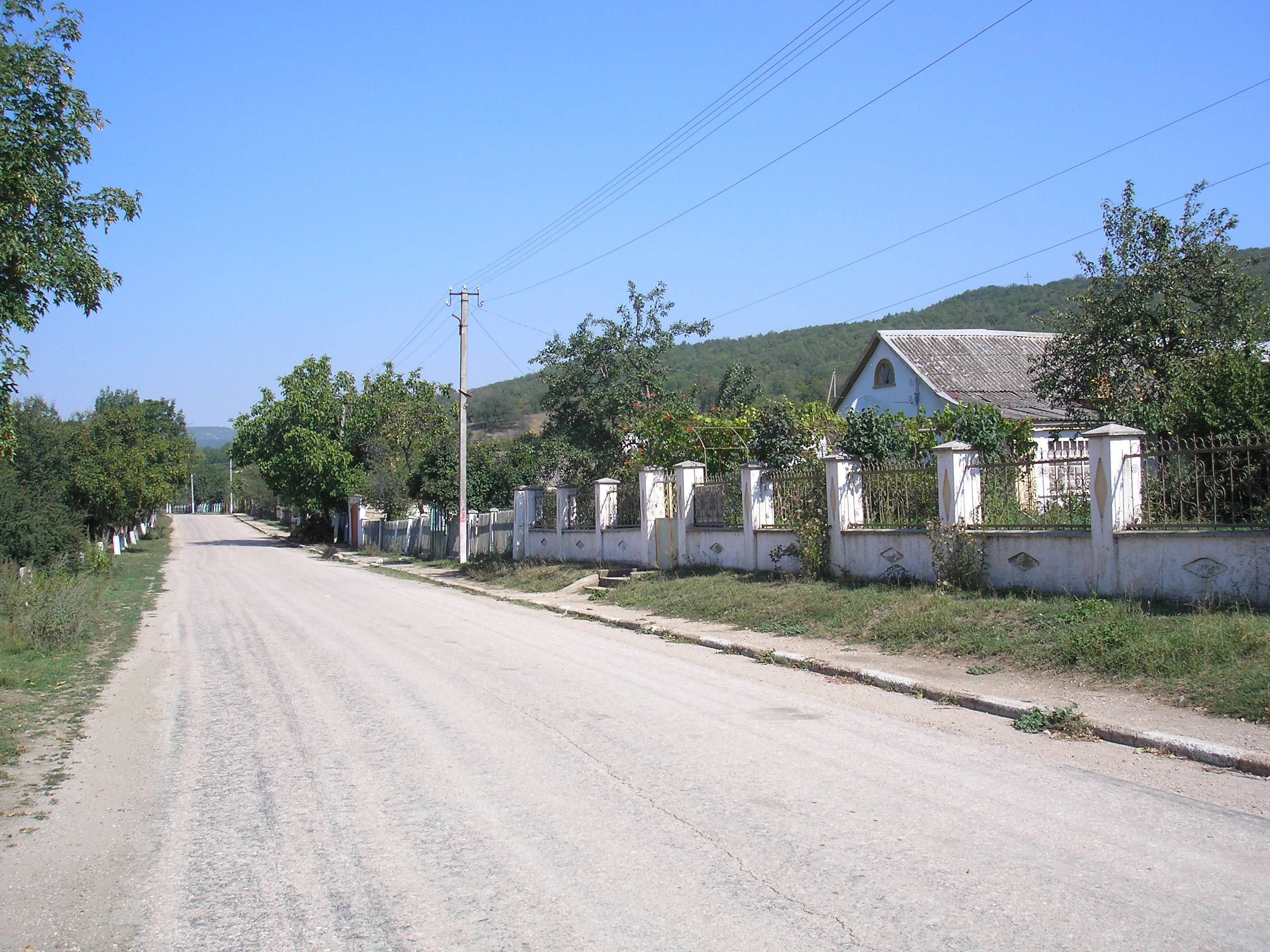

### Новое время
После установления в Крыму Советской власти, по постановлению Крымревкома от 8 января 1921 года была упразднена волостная система и село вошло в состав Симферопольского уезда (округа), а в 1922 году уезды получили название округов. 11 октября 1923 года, согласно постановлению ВЦИК, в административное деление Крымской АССР были внесены изменения, в результате которых был создан Бахчисарайский район и село включили в его состав. Согласно Списку населённых пунктов Крымской АССР по Всесоюзной переписи 17 декабря 1926 года, в селе Улу-Сала, центре Улу-Сальского сельсовета Бахчисарайского района, числилось 149 дворов, из них 145 крестьянских, население составляло 596 человек (287 мужчин и 309 женщин). В национальном отношении учтено: 526 татар, 41 русский, 27 греков, действовала татарская школа.
Во время Великой Отечественной войны село вновь попало в тяжелое положение: осенью 1941 года стало ареной боёв прорывающихся к Севастополю частей 51-й и Приморской армий с фашистами,
а позже оказалось в центре противостояния Южного партизанского соединения и оккупантов. 14 ноября 1943 года бойцы 5-го отряда 4-й партизанской бригады заняли Улу-Салу, затем большая часть мирных жителей ушла с партизанами в лес. 22 декабря 1943 года, в ходе операций «7-го отдела главнокомандования» главнокомандования 17 армии вермахта против партизанских формирований, была проведена операция по заготовке продуктов с массированным применением военной силы, в результате которой село Улу-Сала было сожжено и все имевшиеся жители вывезены в Дулаг 241. 23 декабря в деревню вошла группа партизан и сельчан, которым удалось потушить 8 домов из бывших в Ула-Сала 102. Было обнаружено 36 трупов заживо сожжённых жителей (крымские татары и 1 грек).
После освобождения Крыма, 18 мая 1944 года, согласно постановлению ГКО № 5859 от 11 мая 1944 года состоялась депортация крымских татар в Среднюю Азию. 12 августа 1944 года было принято постановление № ГОКО-6372с «О переселении колхозников в районы Крыма» по которому в район планировалось переселить 6000 колхозников и в сентябре 1944 года в район приехали первые новосёлы (2146 семей) из Орловской и Брянской областей РСФСР, а в начале 1950-х годов последовала вторая волна переселенцев из различных областей Украины. Указом Президиума Верховного Совета РСФСР 21 августа 1945 года село Улу-Сала было переименовано в Зелёное. С 25 июня 1946 года Зелёное в составе Крымской области РСФСР. 26 апреля 1954 года Крымская область была передана из состава РСФСР в состав УССР. Время упразднения сельсовета пока не установлено: на 15 июня 1960 года село числилось в составе Предущельненского. Указом Президиума Верховного Совета УССР «Об укрупнении сельских районов Крымской области», от 30 декабря 1962 года Куйбышевский район был присоединён к Бахчисарайскому и село, чтобы исключить дублирование с Зелёным в бельбекской долине, переименовали в Синапное. На 1968 год Синапное в составе Верхореченского сельсовета. С 12 февраля 1991 года село в восстановленной Крымской АССР, 26 февраля 1992 года переименованной в Автономную Республику Крым. С 21 марта 2014 года — в составе Республики Крым России.

## Население
| 2001 | 2014 |
| ---- | ---- |
| 311  | ↘293 |

Всеукраинская перепись 2001 года показала следующее распределение по носителям языка:
| Язык             | Число жит. | Процент |
| ---------------- | ---------- | ------- |
| русский          | 228        | 73,34   |
| украинский       | 12         | 3,86    |
| крымскотатарский | 69         | 22,19   |

### Динамика численности населения
| - 1805 год — 271 чел. - 1864 год — 216 чел. - 1886 год — 308 чел. - 1889 год — 433 чел. - 1892 год — 295 - 1897 год — 509 чел. - 1902 год — 474 чел. - 1915 год — 631/11 чел. | - 1926 год — 596 чел. - 1939 год — 395 чел. - 1989 год — 280 чел. - 2001 год — 311 чел. - 2009 год — 297 чел. - 2014 год — 293 чел. |

## География
Синапное расположено в центральной части района, в глубине Второй Гряды Крымских гор, в верховьях реки Кача, на правом склоне долины, высота центра села над уровнем моря 275 м. Это самое дальнее село по Каче, остальные исчезли в связи со строительством Загорского водохранилища.
Расстояние до Бахчисарая около 20 километров. Ближайшая железнодорожная станция — Бахчисарай в 20 километрах. Единственное соседнее село — Верхоречье в 3 километрах на северо-восток, ниже по течению Качи. Транспортное сообщение осуществляется по региональной автодороге 35Н-064 Бахчисарай — Шелковичное (по украинской классификации — С-0-10226).

## Известные жители, уроженцы
- Исмаил Гаспринский — выдающийся просветитель.
- Эмир-Салиев, Мемет (1900, Синапное — 1938, Симферополь) — нарком юстиции Крымской АССР.
- Якуб-Кемаль, Якуб Меметович[79] — тюрколог, арабист, историк.

## Транспорт
Синапное связано автобусным сообщением с Бахчисараем и Симферополем